# La Consolation (film)
Cet article concerne le film de Cyril Mennegun. Pour le téléfilm de Magaly Richard-Serrano, voir La Consolation (téléfilm).
Pour plus de détails, voir Fiche technique et Distribution.
La Consolation est un film français écrit et réalisé par Cyril Mennegun.

## Synopsis
Un jeune musicien apprend la mort de sa mère, qui l’avait abandonné peu après sa naissance. Désireux de mieux connaître celle qui lui a donné la vie, il rencontre Françoise, avec qui sa mère était, semble-t-il, en couple.

## Fiche technique
- Titre : La Consolation
- Réalisation : Cyril Mennegun
- Scénario : Cyril Mennegun
- Photographie : Thomas Letellier
- Son : Marc-Olivier Brullé et Alexandre Widmer
- Montage : Guillaume Germaine
- Costumes : Cyril Mennegun et Eva Denis
- Musique : Franz Liszt, Johann Sebastian Bach, Franz Schubert, Robert Schumann
- Producteur : Bruno Nahon
- Société de Production : Unité de production
- SOFICA : Cinémage 11
- Société de distribution : Haut et Court ( France)
- Pays d’origine :  France
- Langue : français
- Format : 2.39:1
- Genre : drame
- Durée : 80 minutes
- Dates de sortie : 5 avril 2017

## Distribution
- Alexandre Guansé : Daniel Sorman
- Corinne Masiero : Françoise
- Elisabeth Ventura : Sarah
- Patricia Pekmezian : Madeleine